# Consilium de emendenda ecclesia
O Consilium de Emendanda Ecclesia foi um relatório encomendado pelo Papa Paulo III sobre os abusos na Igreja Católica em 1536.
A comissão nomeada para revisar os abusos na igreja foi presidida pelo Cardeal Gasparo Contarini e consistiu em oito cardeais adicionais: Girolamo Aleandro, Tommaso Badia, Giovanni Pietro Carafa (o Papa Paulo IV mais tarde), Gregorio Cortese, Federigo Fregoso, Gianmatteo Giberti, Reginald Pole e Jacopo Sadoleto. Seu relatório final foi lido a Paulo III em 9 de março de 1537. Tratava principalmente dos abusos fiscais do papado .
Paulo III aceitou as recomendações, mas não se comprometeu com nenhuma mudança imediata. O relatório confidencial foi publicado ilegalmente em 1538 e teve ampla circulação. Martinho Lutero publicou uma versão alemã, completada com margens laterais sarcásticas. Johannes Sturm abordou o Consilium com mais seriedade, aplaudindo o esforço feito pela Igreja Católica para abolir alguns de seus abusos mais prementes, mas mostrando grande preocupação se a Igreja poderia se revitalizar sem dar maior importância ao Evangelho.
O Consilium de emendanda ecclesia nunca entrou em vigor, embora muitas das mudanças propostas tenham sido implementadas em reformas posteriores.